# Zambian Airways
Zambian Airways was een Zambiaanse luchtvaartmaatschappij met haar thuisbasis in Lusaka.
Zambian Airways werd opgericht in 1948 als Northern Rhodesia Aviation Services door de Zambia Consolidated Coppermines. Later werd de naam gewijzigd in Mines Air Services. In 1998 werd de maatschappij geprivatiseerd en in 1999 werd de naam Zambian Airways. Een samenwerkingsovereenkomst werd gesloten met het Zuid-Afrikaanse Comair. Op 10 januari 2009 heeft Zambian Airways haar werkzaamheden gestaakt.

## Diensten
Zambian Airways voerde lijnvluchten uit naar:
Binnenland:
- Chipata, Livingstone, Lusaka, Mfuwe, Ndola.

Buitenland:
- Dar es Salaam, Harare, Johannesburg.

## Vloot
De vloot van Zambian Airways bestond uit:
- 2 Boeing B737-200
- 2 Beech 1900D